# توماس آنستي غوثري
توماس آنستي غوثري (بالإنجليزية: Thomas Anstey Guthrie)‏ (8 أغسطس 1856، لندن في المملكة المتحدة - 10 مارس 1934)؛ كاتب، صحفي وروائي بريطاني.

## روابط خارجية
- توماس آنستي غوثري على موقع IMDb (الإنجليزية)
- توماس آنستي غوثري على موقع قاعدة بيانات برودواي على الإنترنت (الإنجليزية)
- توماس آنستي غوثري على موقع قاعدة بيانات برودواي على الإنترنت (الإنجليزية)
- توماس آنستي غوثري على موقع ديسكوغز (الإنجليزية)
- توماس آنستي غوثري على موقع قاعدة بيانات الفيلم (الإنجليزية)